# Anaesthetobrium luteipenne
Anaesthetobrium luteipenne là một loài bọ cánh cứng trong họ Cerambycidae.